# Aartsbisdom Freetown

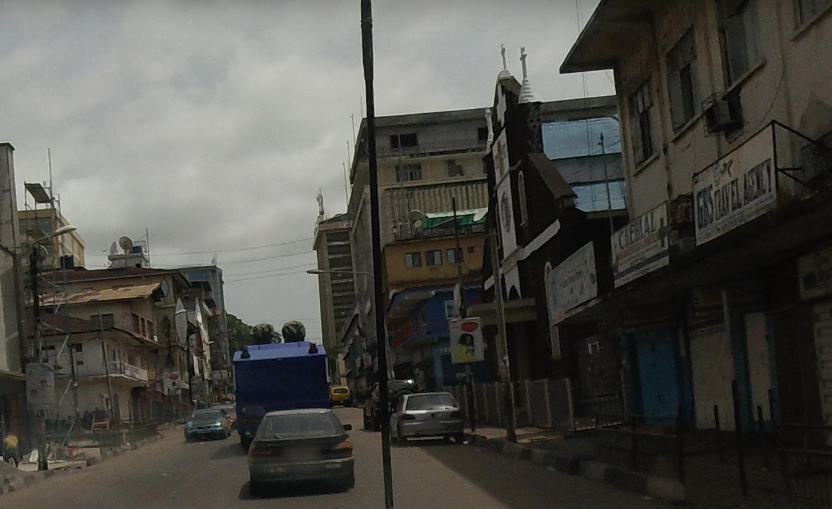
De Heilig Hartkathedraal van Freetown

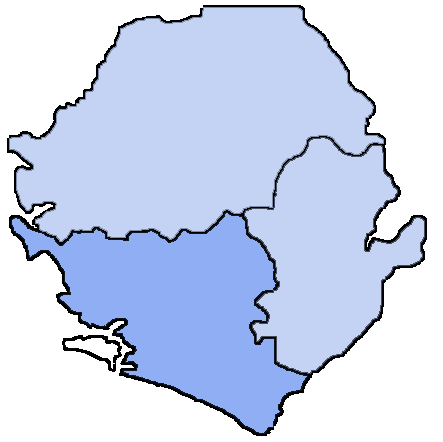
Het aartsbisdom Freetown en Bo (situatie voor 2011) binnen Sierra Leone

Het aartsbisdom Freetown (Latijn: Archidioecesis Liberae Urbis) is een rooms-katholiek aartsbisdom met als zetel Freetown, de hoofdstad van Sierra Leone.

## Geschiedenis
Het aartsbisdom werd opgericht op 13 april 1858, als apostolisch vicariaat Sierra Leone, uit het apostolisch vicariaat van de Twee Guineas en Senegambia. In 1950 werd het een bisdom onder de naam Freetown en Bo en in 1970 een aartsbisdom. In 2011 kreeg het aartsbisdom haar huidige naam na de afsplitsing van het bisdom Bo. 
Het aartsbisdom verloor achtereenvolgend gebied voor de oprichting van de apostolische prefecturen Guinea Francese (1897), Liberia (1903), Makeni (1952), en de bisdommen Kenema (1970) en Bo (2011).

## Parochies
In 2019 telde het aartsbisdom 11 parochies. Het aartsbisdom had in 2019 een oppervlakte van 4.677 km2 en telde 1.780.800 inwoners waarvan 4,7% rooms-katholiek was.

## Suffragane bisdommen
Freetown heeft drie suffragane bisdommen, waarmee het een kerkprovincie vormt:
- Bisdom Bo
- Bisdom Kenema
- Bisdom Makeni

## Bisschoppen
- Melchior de Marion-Brésillac (13 april 1858 - 25 juni 1859)
- John Joseph O’Gorman (14 september 1903 - 23 september 1932)
- Bartholomew Stanislaus Wilson (23 mei 1933 - 16 april 1936)
- Ambrose Kelly (18 mei 1937 - 12 februari 1952)
- Thomas Joseph Brosnahan (11 december 1952 - 4 september 1980)
- Joseph Henry Ganda (4 september 1980 - 22 maart 2007)
- Edward Tamba Charles (15 maart 2008 - heden)

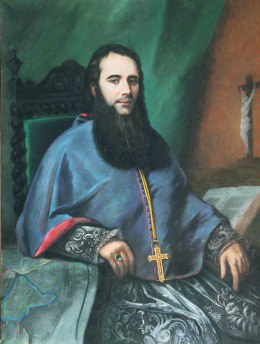
Melchior de Marion-Brésillac